# Meavaig
Meavaig, schottisch-gälisch Miabhaig, ist ein Weiler auf der schottischen Hebrideninsel Lewis and Harris. Er ist nicht zu verwechseln mit dem nahegelegenen Meavaig in North Harris und dem 35 Kilometer nördlich gelegenen Miavaig am Loch Roag.

## Lage
Der Weiler liegt auf Harris, dem Südteil der Doppelinsel, in der Region South Harris. An der Südküste von East Loch Tarbert gelegen, ist Meavaig durch die „Golden Road“, die nördlich in der A859 aufgeht, an das Straßennetz angeschlossen. Die nächstgelegenen Ortschaften sind die Weiler Drinishader im Südosten und Kendibig im Norden. Tarbert, der Hauptort von Harris, befindet sich etwa vier Kilometer nördlich.

## Geschichte
Auf der ersten, 1882 aufgenommenen, Karte der Ordnance Survey von Inverness-shire sind in Meavaig zwölf bedachte, zwei teilweise bedachte und acht unbedachte Gebäude verzeichnet. Die heute denkmalgeschützte Meavaig Mill ist explizit gekennzeichnet. Die Karte von 1973 zeigt hingegen 13 bedachte, ein teilweise bedachtes und sechs unbedachte Gebäude. Um 1890 ließ die Hebridean Sporting Association am Westrand von Meavaig Horsacleit als Jagd- und Angellodge errichten.